# Milton Keynes Dons F.C.
Milton Keynes Dons F.C. er en engelsk fodboldklub der i nutiden holder til i Milton Keynes i Buckinghamshire. Klubben spiller i League Two i øjeblikket. Klubbens eksistens startede fra 2002 da den tidligere Premier League-klub Wimbledon F.C. fik godkendt deres appel om at flytte til Milton Keynes. Beslutningen var derefter ikke til at lave om. Således flyttede klubben rent fysisk i 2003. Den flyttede klub har sidenhen anerkendt at den ikke har fodboldmæssig og legitim tilknytning til fortidens meritter. Memorabilia osv. har sidenhen stået på et bibliotek i klubbens åndelige hjemstavn. Og i dag er disse genstande en del af museeet på Plough Lane. De fleste af Wimbledon-fansene ville dog ikke acceptere, at klubben flyttede 80 km og skiftede navn, så de grundlagde AFC Wimbledon, der af langt de fleste anses som den egentlige og kulturmæssige arvtager for Wimbledon F.C.. Der var dog også omkring 100-200 Wimbledon fans, især de yngre generationer, der fulgte klubben til Milton Keynes, og hos dem anses AFC Wimbledon som at være "forrædernes" klub. Dette på trods af at AFC Wimbledon helt faktuelt er grundlagt to dage efter at beslutningen om at flytte Wimbledon F.C. var irreversibel. Klubbens formand havde i øvrigt tidligere forsøgt at købe bl.a. Luton Town og Queens Park Rangers og forsøgt at flytte dem til Milton Keynes, men uden held.

Klubben startede i League One, da Wimbledon i sin sidste sæson havde måttet forlade The Championship. Heller ikke her havde klubben den store succes, og i 2006 rykkede den ned i League Two.
| Fodbold | Spire Denne artikel om en fodboldklub er en spire som bør udbygges. Du er velkommen til at hjælpe Wikipedia ved at udvide den. |